# 猿橋バスストップ
猿橋バスストップ（さるはしバスストップ）は、山梨県大月市にある中央自動車道上のバス停留所である。
バス事業者では「中央道猿橋」と案内している。また、ゴールデンウィークや年末年始などの大型連休中には下り線が渋滞することでも知られる。

## 停車する路線
下りは降車専用・上りは乗車専用となっている。
中央高速バス
- 富士五湖線（京王バス・富士急バス・フジエクスプレス） ※一部通過
中央道野田尻 - 中央道猿橋 - 中央道小形山
- 甲府線（京王バス・富士急バス・山梨交通） ※特急便は通過
中央道野田尻 - 中央道猿橋 - 中央道真木

## バス停へのアクセス
- JR中央本線猿橋駅から徒歩20分。
- JR中央本線・富士山麓電気鉄道富士急行線大月駅、JR中央本線猿橋駅から富士急バスを利用、霞町バス停より徒歩7分。